# Нюра (деревня)
Нюра — деревня в Тулунском районе Иркутской области России. Входит в состав Азейского муниципального образования.

## География
Находится примерно в 13 км к востоку от районного центра — города Тулун на одноименной реке.

## Происхождение названия
Проезжающие в сторону Иркутска по ВСЖД часто употребляют народное шуточное выражение Нюра, покупай шубу, скоро зима, «объясняющее» названия станций Нюра, Шуба и Зима.
На самом деле топоним, вероятно, имеет эвенкийские корни. По мнению Станислава Гурулёва, в основе его лежит эвенкийское нура — обрыв, обрывистый берег.
По предположению Геннадия Бутакова, Нюра может означать речная мель, камень в реке.

## Население
| 2002 | 2010 | 2011 | 2012 |
| ---- | ---- | ---- | ---- |
| 29   | →29  | →29  | →29  |

По данным Всероссийской переписи, в 2010 году в деревне проживало 29 человек (19 мужчин и 10 женщин).